# Balkananemone
Balkan-Anemone (Anemone blanda) er en art i anemone-slægten, som er hjemmehørende i det sydøstlige Europa, Tyrkiet, Libanon og Syrien. Det er en urteagtig staude, det vokser til omkring 15 cm høj og bred. Den er oftest anvendt som haveplante på grund af dens marguerit-lignende blomster, der springer ud i det tidlige forår, en tid, hvor lidt andet er i blomstring. 
Blomsterne er en intens nuance af lilla-blå, men fremavlede sorter kan fås i nuancer af pink og hvid. Den vokser i al form for veldrænet jord, der tørrer ud om sommeren; hvilket gør at de ofte bruges til bunddække til løvfældende træer, som giver de nødvendige betingelser. De er forholdsvis hurtige til, at kolonisere nye områder med de optimale leveforhold. De mørkegrønne blade dør i løbet af sommeren.
Dens latinske botaniske navn blanda betyder "mild" eller "charmerene".